# Xiuladora gorjagroga
La xiuladora gorjagroga (Pachycephala macrorhyncha) és un ocell de la família dels paquicefàlids (Pachycephalidae).

## Hàbitat i distribució
Habita els boscos de les illes Banggai i Sula, prop de costa oriental de Sulawesi), Moluques centrals i meridionals i illes Petites de la Sonda orientals.

## Taxonomia
A la classificació del Handbook of the Birds of the World and BirdLife International (2022) les poblacions de les illes de Romang, a les Barat Daya i Leti i Moa, a les illes Leti (Petites de la Sonda orientals), són considerades una espècie de ple dret:
- Pachycephala par – xiuladora del mar de Banda.[2]

La resta de poblacions, dins la mateixa classificació, són considerades un grup subespecífic de Pachycephala pectoralis.